# Paroxetine
Paroxetine is een antidepressivum dat sinds 1991 internationaal op de markt is. Het wordt verkocht onder de merknamen: Paxil® in de Verenigde Staten en Europa. Seroxat® in het Verenigd Koninkrijk, Nederland, België en China. Aropax® in Australië en Nieuw-Zeeland. Deroxat in Zwitserland  en  Frankrijk. Xetanor en Rexetin in Polen. En Motivan in Spanje.
Het geneesmiddel wordt geproduceerd door onder andere GlaxoSmithKline, Sandoz en Hexal.
Paroxetine behoort tot de groep selectieve serotonine-heropnameremmers, ofwel SSRI's. Het zou volgens de serotoninetheorie werkzaam zijn tegen depressies en regelt of herstelt in de hersenen de hoeveelheid serotonine. Deze natuurlijk voorkomende stof speelt een rol bij emoties en stemmingen. Artsen schrijven paroxetine voor bij depressiviteit en bij angststoornissen, zoals dwangneuroses, paniekstoornissen en sociale fobieën. Het middel is in 2005 een van de meest gebruikte middelen tegen neerslachtigheid. Sinds de introductie op de internationale markt hebben ongeveer twintig miljoen mensen het middel gebruikt. Het kan meer dan 6 weken duren voordat Paroxetine invloed heeft op depressieve klachten. Dit komt omdat het concept depressieve klachten zich in het gehele brein voordoet en daarom moeilijk separaat te behandelen is. Bovendien speelt co- morbiditeit zoals post traumatische stress stoornis of een persoonlijkheidsstoornis een rol bij de effectiviteit van Paroxetine. Bij co- morbiditeit is het effect van Paroxetine en SSRi's in het bijzonder minder dan bij een depressieve stoornis in engere zin. 
Het middel werd in 2005 in verband gebracht met een toename van het aantal zelfmoordpogingen door volwassenen. Uit een onderzoek onder meer dan 1500 patiënten bleken zeven zelfmoordpogingen plaats te vinden bij personen die paroxetine gebruikten. In de controlegroep, die een placebo kreeg toegediend, vond slechts één suïcidepoging plaats. Ook bleek het middel te leiden tot meer suïcidale gedachten. Het gebruik van Paroxetine wordt ook in verband gebracht met familiedrama's en gewelddadig gedrag, zoals in het geval van de schietpartij in Baflo.

## Bijwerkingen
Bij een groep van 35 mannen die gedurende 5 weken paroxetine gebruikten steeg het percentage van spermatozoïde met gebroken DNA van 13,8% naar 30,3%. Het is nog niet duidelijk of de schade aan het DNA zich herstelt nadat er met het gebruik van paroxetine wordt gestopt.
Andere bijwerkingen zijn aangeboren afwijkingen in het eventuele nageslacht. Het gebruik van paroxetine tijdens de zwangerschap verhoogt het risico op een spontane abortus met 75%.
Ook seksuele bijwerkingen kunnen tijdens gebruik optreden. Schattingen lopen op tot 70% voor de gebruikers van Paroxetine. Voorkomende klachten zijn verminderd tot geen libido, erectiestoornissen, genitale gevoelloosheid en opwindingsproblemen.
De mogelijkheid bestaat dat seksuele problemen ook na beëindiging van de medicatie blijven voortduren. Deze post-SSRI sexual dysfunction, zoals de aandoening wordt genoemd, kan enkele maanden of jaren duren en in enkele gevallen zelfs definitief zijn.
Daarnaast kunnen de volgende bijwerkingen optreden:
- Trillingen in het lichaam
- Schokkende bewegingen
- Onrustig gevoel
- Beklemmend gevoel
- Duizelingen
- Concentratiestoornissen

## Afbouwen
Verder is paroxetine berucht om de ontwenningsverschijnselen wanneer men met het middel probeert te stoppen.
Mensen kunnen heel ziek worden wanneer ze proberen het middel niet meer te nemen. Dat uit zich in stroomschokken door hoofd en lichaam en andere nooit eerder ervaren elektrische sensaties. Ook heftige en oncontroleerbare emoties treden vaak op bij te snel of verkeerd afbouwen en deze leiden mogelijk tot agressie of geweld.
In 2013 is er op initiatief van een groep onderzoekers een project gestart om afbouwstrips voor paroxetine te leveren waarmee gebruikers geleidelijk en in heel kleine stapjes kunnen afbouwen en daarme de kans op een zeer ernstig en zelfs levensbedreigend ontwenningssyndroom kunnen minimaliseren. De fabrikant gaf aan hier "geen interesse in te hebben" en de strips worden daarom door een gespecialiseerde apotheker geproduceerd. De fabrikant heeft wel een suspensie van 2 mg/ml in de handel, die voor het afbouwen van de dosering geschikt is.

## Voorschrijven bij kinderen
In Nederland wordt het psychiaters ontraden paroxetine aan kinderen voor te schrijven. Vooral in de Verenigde Staten was dat jarenlang staande praktijk. Bij heranalyse van oude gegevens werd in 2015 achteraf vastgesteld dat het kans op zelfmoord bij kinderen en jong volwassenen sterk verhoogd is bij paroxetinegebruik. De fabrikant GSK zou gegevens hebben achtergehouden. Het bedrijf betaalde in 2012 2,4 miljard euro aan schadevergoeding in deze en andere zaken en bood excuus aan, zonder verder de slachtoffers enige schadevergoeding aan te bieden of zich anderszins om hen te bekommeren. Op 30 mei 2018 oordeelde de rechtbank Midden-Nederland dat de firma GSK in een individuele casus van een destijds 14-jarige schadeplichtig was.

## Wisselwerking met andere geneesmiddelen
Paroxetine is een sterke CYP2D6-remmer en is daarnaast ook zelf een substraat voor CYP2D6. Paroxetine remt dus zijn eigen metabolisme. Dat betekent dat bij dosisverlaging tijdens afbouwen de klaring van paroxetine toeneemt. Door het enzymremmen via CYP2D6 verlaagt paroxetine de activatie van de pro-drug tamoxifen naar zijn actieve metaboliet. Het sterfterisico bij mammacarcinoom wordt hierdoor verhoogd, omdat het beschermende effect van tamoxifen afneemt. 